# Co jest grane (film 2005)
Co jest grane – amerykański film zaliczany do nurtu kina niezależnego, który Chris Terrio wyreżyserował do własnego scenariusza w 2004 r. Film ten jest debiutanckim dziełem tego twórcy pokazanym m.in. na Berlinale w 2005 roku.
Film jest historią piątki nowojorczyków zamkniętą w 24-godzinnych perypetiach. Bohaterami są: uznana aktorka teatralna, fotograf, dziennikarz, prawnik, młody aktor, a każde z nich ma coś do ukrycia. Ich drogi życiowe nieoczekiwanie splotły się, przynosząc każdemu z nich gwałtowną zmianę.
W 2005 r. film zdobył nagrodę Artios przyznawaną przez Casting Society of America.

## Obsada
| Aktor               | Postać   |
| ------------------- | -------- |
| Glenn Close         | Diana    |
| Elizabeth Banks     | Isabel   |
| James Marsden       | Jonathan |
| Jesse Bradford      | Alec     |
| Rufus Wainwright    | Jeremy   |
| Eric Bogosian       | Henry    |
| Daniel Neiden       | rabin    |
| Denis O’Hare        | Andrew   |
| Thomas Lennon       | Marshall |
| Matthew Davis       | Mark     |
| John Light          | Peter    |
| Isabella Rossellini | Liz      |
| Andrew Howard       | Ian      |
| Michael Murphy      | Jesse    |